# Vis Pesaro dal 1898 2023-2024
Questa voce raccoglie le informazioni riguardanti il Vis Pesaro dal 1898 nelle competizioni ufficiali della stagione 2023-2024.

## Stagione
Nella stagione 2023-2024 la Vis Pesaro disputa il girone B del campionato di Serie C, con 39 punti ottiene il diciassettesimo posto finale. Dopo aver raccolto 19 punti nel girone di andata e 20 punti nel girone di ritorno, si è salvata vincendo a maggio la doppia sfida dei Play-out contro la Recanatese, perdendo (1-0) a Recanati e vincendo (4-3) al Benelli, con il vantaggio di aver ottenuto un punto in più in campionato, rispetto ai giallorossi. La stagione a Pesaro è iniziata con il tecnico Simone Banchieri, fino a fine marzo, dai primi di aprile è toccato a Roberto Stallone chiudere il campionato con le ultime quattro gare e disputare e vincere i Play-out, mantenendo così la categoria. Nella Coppa Italia di Serie C Pesaro supera nel primo turno la Recanatese (1-3) dopo i tempi supplementari, poi nel secondo turno perde (1-0) con il Cesena.

## Organigramma societario
Area direttiva
- Mauro Bosco - Presidente
- Guerrino Amadori - Amministratore delegato
- Vlado Borozan - Direttore generale

Area comunicazione e marketing
- Silvia Canfora - Segretaria
- Monia Giorgini - Segretaria amministrazione
- Luciano Bertuccioli - Resp. comunicazione stampa
- Enzo Pugliese - Resp. Marketing e commerciale
- Gianfranco Balsamini - SLO

Area sportiva
- Claudio Crespini - Direttore sportivo
- Alessandro Crespi - Resp. settore giovanile
- Maurizio Del Bene - Dir. sportivo settore giovanile
- Gianluca Francolini - Segretario settore giovanile

Area tecnica
- Francesco Renzoni - Vice allenatore
- Francesco Franzese - Preparatore dei portieri
- Andrea Diotalevi - Team manager
- Sergio Alano Bonamigo - Magazziniere
- Giuliano Domenicucci - Magazziniere

Area sanitaria
- Marco Giovannelli - Preparatore atletico
- Matteo Mantoni - Preparatore atletico
- Augusto Sanchioni - Responsabile area medica
- Luca Mengacci - Fisioterapista
- Moreno Fusco - Fisioterapista

## Rosa
Aggiornata al 27 gennaio 2024.
| N. |                        | Ruolo | Calciatore         |
| -- | ---------------------- | ----- | ------------------ |
| 1  | Italia (bandiera)      | P     | Filippo Neri       |
| 4  | Italia (bandiera)      | D     | Davide Zagnoni     |
| 5  | Italia (bandiera)      | D     | Denis Tonucci      |
| 6  | Italia (bandiera)      | D     | Stefano Rossoni    |
| 7  | Italia (bandiera)      | A     | Manuel Pucciarelli |
| 8  | Italia (bandiera)      | C     | Christian Nina     |
| 9  | Italia (bandiera)      | A     | Francesco Nicastro |
| 10 | Italia (bandiera)      | C     | Manuel Di Paola    |
| 11 | Canada (bandiera)      | C     | Damiano Pecile     |
| 12 | Italia (bandiera)      | P     | Mattia Mariani     |
| 13 | Italia (bandiera)      | D     | Gian Marco Neri    |
| 14 | Stati Uniti (bandiera) | A     | Jack de Vries      |
| 15 | Italia (bandiera)      | D     | Mirco Ceccacci     |
| 16 | Nigeria (bandiera)     | C     | Joel Obi           |
| 19 | Portogallo (bandiera)  | D     | Afonso Peixoto     |

| N. |                      | Ruolo | Calciatore            |
| -- | -------------------- | ----- | --------------------- |
| 20 | Islanda (bandiera)   | A     | Óttar Magnús Karlsson |
| 22 | Italia (bandiera)    | P     | Emanuele Polverino    |
| 23 | Italia (bandiera)    | C     | Lorenzo Loru          |
| 25 | Italia (bandiera)    | D     | Alessandro Mattioli   |
| 28 | Italia (bandiera)    | C     | Angelo Foresta        |
| 29 | Italia (bandiera)    | P     | Gabriele Fortin       |
| 30 | Italia (bandiera)    | A     | Samuel Mamona         |
| 37 | Italia (bandiera)    | C     | Mirko Valdifiori      |
| 38 | Italia (bandiera)    | C     | Matteo Rossetti       |
| 39 | Italia (bandiera)    | C     | Antonio Pio Iervolino |
| 60 | Italia (bandiera)    | C     | Mattia Gulli          |
| 80 | Italia (bandiera)    | A     | Lorenzo Da Pozzo      |
| 85 | Italia (bandiera)    | A     | Simone Castigliani    |
| 99 | Italia (bandiera)    | C     | Nelson Kemayou        |
| 30 | Argentina (bandiera) | A     | Juan Ignacio Molina   |

## Risultati

### Serie C

#### Girone di andata
| Arbitro: | Vergaro (Bari) |

|               |           |  |
| Antenucci 53’ | Marcatori |  |

| Arbitro: | Canci (Carrara) |

|  |           |                |
|  | Marcatori | 79’ G. Bellodi |

| Arbitro: | Mbei (Cuneo) |

|                 |           |  |
| Zoia 59’ (aut.) | Marcatori |  |

| Arbitro: | Frascaro (Firenze) |

|                              |           |  |
| Da Pazzo 23’ Iervolino 90+4’ | Marcatori |  |

| Arbitro: | Vogliacco (Bari) |

|                 |           |  |
| Montevago 45+3’ | Marcatori |  |

| Arbitro: | E. Longo (Cuneo) |

|                           |           |                           |
| Pucciarelli 19’ Sylla 61’ | Marcatori | 35’ Semprini 44’ Curatolo |

| Arbitro: | Viapiana (Catanzaro) |

|                                     |           |                                            |
| Spagnoli 12’ Basso 48’ Agyemang 85’ | Marcatori | 26’ (rig.) Di Paola 30’ Mattioli 80’ Sylla |

| Pescara 16 ottobre 2023, ore 19:45 8ª giornata | Pescara            | 0 – 0 referto | Vis Pesaro | Stadio Adriatico (4 116 spett.)\| Arbitro: \| Calzavara (Varese) \| |
| Arbitro:                                       | Calzavara (Varese) |               |            |                                                                     |

| Arbitro: | Gandino (Alessandria) |

|              |           |  |
| Da Pozzo 47’ | Marcatori |  |

| Pontedera 26 ottobre 2023, ore 18:30 CEST 10ª giornata | Pontedera       | 0 – 0 referto | Vis Pesaro | Stadio Ettore Mannucci (430 spett.)\| Arbitro: \| Rispoli (Locri) \| |
| Arbitro:                                               | Rispoli (Locri) |               |            |                                                                      |

| Arbitro: | Nigro (Prato) |

|             |           |              |
| Zagnoni 31’ | Marcatori | 28’ Teraschi |

| Arbitro: | Peletti (Crema) |

|             |           |                |
| Sylla 90+1’ | Marcatori | 60’ Pattarello |

| Arbitro: | Virgilio (Trapani) |

|                                                             |           |  |
| Adamo 9’ D. Donnarumma 32’ L. Silvestri 53’ E. Pierozzi 76’ | Marcatori |  |

| Arbitro: | Lovison (Padova) |

|          |           |                        |
| Nina 33’ | Marcatori | 66’, 90+5’ Fischnaller |

| Arbitro: | Catanzaro (Catanzaro) |

|                 |           |                       |
| Rizzo Pinna 55’ | Marcatori | 18’ (rig.), 23’ Sylla |

| Arbitro: | Colaninno (Nola) |

|         |           |           |
| Nina 2’ | Marcatori | 78’ Morra |

| Arbitro: | Gigliotti (Cosenza) |

|                          |           |                              |
| Iannoni 15’ Seghetti 39’ | Marcatori | 31’ Pucciarelli 65’ Karlsson |

| Arbitro: | Zoppi (Firenze) |

|                     |           |                           |
| Karlsson 30’, 90+1’ | Marcatori | 40’ Sandri 90+3’ Parlanti |

| Arbitro: | D'Eusanio (Faenza) |

|           |           |              |
| Rouhi 43’ | Marcatori | 68’ Di Paola |

#### Girone di ritorno
| Arbitro: | Castellone (Napoli) |

|             |           |               |
| Karlsson 3’ | Marcatori | 90+4’ Maistro |

| Arbitro: | Totaro (Lecce) |

|  |           |              |
|  | Marcatori | 28’ Nicastro |

| Pesaro 21 gennaio 2024 22ª giornata | Vis Pesaro         | 0 – 0 | Carrarese | Stadio Tonino Benelli\| Arbitro: \| Bozzetto (Bergamo) \| |
| Arbitro:                            | Bozzetto (Bergamo) |       |           |                                                           |

| Arbitro: | Di Reda (Molfetta) |

|               |           |              |
| Tomaselli 39’ | Marcatori | 88’ Karlsson |

| Arbitro: | Mastrodomenico (Matera) |

|             |           |                             |
| Karlsson 3’ | Marcatori | 5’, 57’ Di Massimo 8’ Spina |

| Arbitro: | Delrio (Reggio Emilia) |

|  |           |                     |
|  | Marcatori | 15’, 45+3’ Karlsson |

| Arbitro: | De Angeli (Milano) |

|                             |           |                                  |
| Pucciarelli 52’ Zagnoni 60’ | Marcatori | 24’ L. Paolucci 77’ D. Giampaolo |

| Arbitro: | Vingo (Pisa) |

|                                               |           |  |
| Puciarelli 28’ Karlsson 38’, 48’ Da Pozzo 76’ | Marcatori |  |

| Arbitro: | Luongo (Napoli) |

|                    |           |  |
| Zagnoni 28’ (aut.) | Marcatori |  |

| Arbitro: | Pezzopane (L'Aquila) |

|  |           |               |
|  | Marcatori | 90+3’ Espeche |

| Arbitro: | Vergaro (Bari) |

|            |           |              |
| Chakir 76’ | Marcatori | 40’ Nicastro |

| Arbitro: | Di Cicco (Lanciano) |

|                         |           |              |
| Chiosa 22’ Guccione 62’ | Marcatori | 79’ Nicastro |

| Arbitro: | Bordin (Bassano del Grappa) |

|  |           |                          |
|  | Marcatori | 17’ Berti 90+5’ Ogunseye |

| Arbitro: | Mirabella (Napoli) |

|               |           |  |
| Diakité 90+3’ | Marcatori |  |

| Arbitro: | Baratta (Rossano) |

|              |           |                                           |
| Di Paola 26’ | Marcatori | 33’ Rizzo Pinna 46’ Tiritiello 85’ Yeboah |

| Arbitro: | Diop (Treviglio) |

|              |           |  |
| Ubaldi 90+4’ | Marcatori |  |

| Arbitro: | Zanotti (Rimini) |

|          |           |  |
| Neri 49’ | Marcatori |  |

| Arbitro: | Nicolini (Brescia) |

|                               |           |                       |
| R. Forte 6’ Clemenza 51’, 63’ | Marcatori | 25’ Neri 38’ Nicastro |

| Arbitro: | Canci (Carrara) |

|                          |           |             |
| Zagnoni 25’ Di Paola 44’ | Marcatori | 36’ Sekulov |

### Play-out
| Arbitro: | Crezzini (Siena) |

|                |           |  |
| Melchiorri 41’ | Marcatori |  |

| Arbitro: | Perri (Roma) |

|                                                  |           |                                    |
| Nicastro 26’ Pucciarelli 45’, 90+5’ Mattioli 62’ | Marcatori | 37’ (rig.), 51’ (rig.), 72’ Sbaffo |

### Coppa Italia Serie C

#### Gruppo C
| Arbitro: | Colaninno (Nola) |

|                  |           |                                           |
| Longobardi 90+2’ | Marcatori | 90+5’, 111’ (rig.) Di Paola 90+6’ Kemayon |

| Arbitro: | Djurdievic (Trieste) |

|             |           |  |
| Corazza 76’ | Marcatori |  |